# Ланци, Луиджи
Луиджи Антонио Ланци, аббат (итал. Luigi Antonio Lanzi, 13 июня 1732 Трея, Марке — 31 марта 1810, Флоренция) — итальянский аббат, теолог, историк искусства, литератор и археолог. Исследователь и переводчик античной поэзии. Один из основоположников этрускологии и антиковедения в Италии. «Первый официальный историк итальянской живописи» (Л. Вентури).

## Биография
Луиджи Ланци родился в Монтеккьо (ныне Трейя), в районе Мачераты, 13 июня 1732 года. Он был вторым сыном доктора Гаэтано и Бартоломеи Фирмани. В Трейе получил образование священника.
В 1744—1749 годах учился в иезуитской коллегии Фермо (Collegio dei gesuiti di Fermo), приняв там монашеский постриг 27 мая 1747 года. В 1749 году он вступил в Общество Иисуса в Риме. Преподавал гуманитарные науки в коллежах Сора, Асколи-Пичено, Витербо, Сиены. В 1759—1763 годах изучал философию и теологию в Римском коллеже (Collegio romano). В 1761 году был рукоположён в священники. С 1765 до 1772 года жил в Риме.
В Риме Луиджи Ланци посвятил себя изучению памятников древности, этрусской эпиграфики и истории итальянской живописи. Преподавал риторику, греческий и латинский языки. Осуществил переводы поэзии Катулла и Феокрита, подготовил к изданию греческий текст «Трудов и дней» Гесиода. Ланци изучал латинские эпиграфы и тексты, позднее собранные в трёхтомное издание «Inscriptionum et carminum libri tres» (Флоренция, 1807). В оживлённой римской среде он познакомился с эстетическими идеями неоклассицизма А. Р. Менгса и И. И. Винкельмана, был посвящён в исследования классической эпиграфики С. А. Морчелли, изучал частные коллекции римских древностей.
После упразднения ордена иезуитов в 1773 году Луиджи Ланци переехал во Флоренцию и стал помощником директора великогерцогского музея, принимал деятельное участие в переустройстве галереи Уффици. В 1775 году он стал помощником хранителя и антикваром Кабинета античных камей и медалей во Флорентийской галерее, в 1790 году назначен королевским антикваром. Ланци много путешествовал: в 1782 году в Эмилию-Романью, Болонью и Венецию; в 1783 году в Ареццо и Сансеполькро, в Умбрию, Марке, Римини, Савиньяно. В период с 1784 по 1790 год Ланци предпринял поездку в Рим для публикации своего исследования об этрусском языке и других древних языках Италии (1789).
В 1773 году был назначен хранителем художественных галерей Флоренции, стал президентом литературной Академии делла Круска. Задержанный в Венето во время итальянской кампании французской армии под командованием Наполеона Бонапарта, сначала в Тревизо, а затем в Удине, в 1798 году он навсегда вернулся во Флоренцию. Ланци намеревался снова стать членом Общества Иисуса, восстановленного в Неаполе в 1804 году, но помешала болезнь. Он скончался во Флоренции 31 марта 1810 года и был похоронен в церкви Санта-Кроче рядом с гробницей Микеланджело.

## Научные труды и их значение
Луиджи Ланци был автором многих религиозных сочинений, например: «Духовные буклеты» (Opuscoli spirituali, 1809). Его заметки о древней скульптуре, её стилях и школах возникли в результате исследования археологических памятников и античных статуй, которые были переданы в собрание галереи Уффици из коллекции виллы Медичи. Однако «заметки» появились в качестве приложения к «Изучению этрусского языка» (Saggio di lingua Etrusca). Его труды по истории итальянского искусства представлены масштабным изданием «История живописи в Италии от Возрождения до конца XVIII века» (Storia pittorica della Italia. Dal risorgimento delle belle arti fin presso al fine del XVIII secolo) — первым полном и обстоятельным изложением развития итальянского искусства, вышедшим в свет во Флоренции, фрагментами в 1795—1796 и в 1809 годах, а затем полностью в 1968—1974 годах в 4 томах (многократно переизданное и переведённое на немецкий язык А. Вагнером). В этой работе Ланци рассмотрел произведения более трёх тысяч художников! Он первым выделил отдельные художественные школы, которые по его мнению формировали всю дальнейшую историю итальянского искусства: флорентийскую, сиенскую, римскую и неаполитанскую.
Историк искусства и искусствознания Ж. Базен писал в связи с этой работой о Ланци: «И хотя вера отдаляла его от философов Просвещения, всё же он, можно сказать, не был лишён определённых черт энциклопедистов, и прежде всего способности к объективному и ясному рассмотрению того или иного вопроса и элегантности стиля». Далее Базен пояснял: «Хорошую службу должно было сослужить Ланци полученное им археологическое образование, так как он стремился придать новое направление истории живописи, до сих пор изучавшейся в рамках более или менее беллетризованных биографических очерков. Привычка иметь дело с работами неизвестных авторов должна была выработать у него умение оценивать произведение по его собственным законам, а не в качестве свидетельства человеческой жизни… Таким образом, Ланци обладал умением смотреть и различать в живописи её морфологию, как и в античной вазе или в этрусской бронзовой утвари. Решительно отвергая всякое биографическое суесловие, он порой доходил до прямых инвектив. „Много ли среди читателей таковых, кому интересны столь многословно изложенные у Вазари, Пасколи и Бальдинуччи жизненные перипетии и любовные похождения художников, их причуды и частные дела? — вопрошает он во введении к своей книге — Кому прибавят учёности известия о муках ревности флорентийских художников, о потасовках среди римлян или же о громкоголосности болонцев?“».

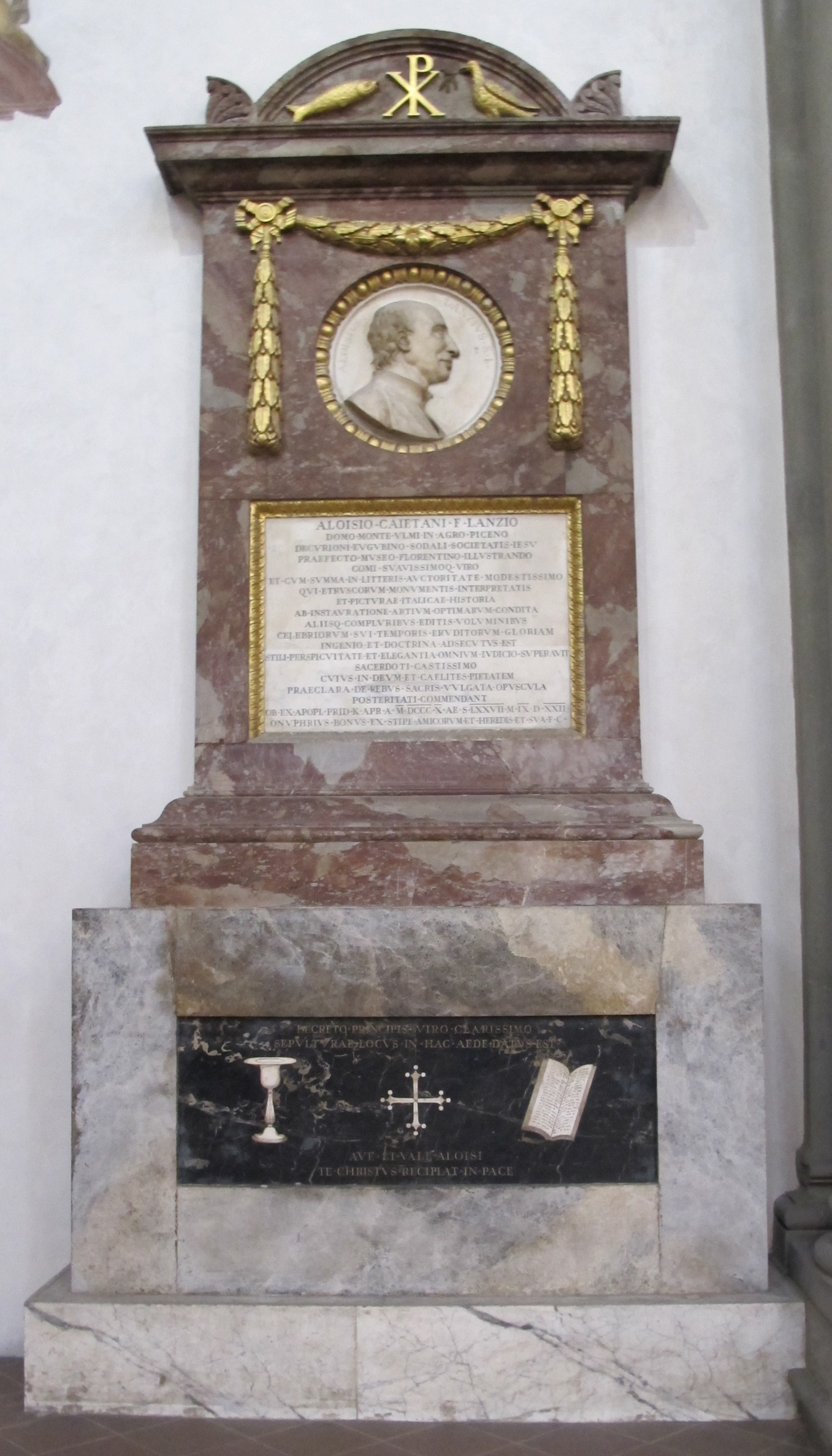
Надгробие Луиджи Ланци. Церковь Санта-Кроче, Флоренция

Ланци считал художника истинным творцом не только манеры, но и стиля, независимо от окружения и исторической ситуации. Художественные школы он делил на периоды, предполагая цикличность: за периодом «примитива» следует расцвет, а потом упадок. При этом каждую стадию он считал по-своему выдающейся. Поэтому в искусствознании Ланци считается первым, кто реабилитировал живопись «примитивов» (так в его время называли художников треченто и кватроченто). При этом, сосредоточенный на анализе формы, он стремится быть объективным исследователем.
Именно Ланци в 1789 году предложил термин маньеризм (manierismo), понимая под этим кризисную стадию развития искусства, характерную «повторением общих мест».
Важнейшие из прочих сочинений Луиджи Ланци — «Путеводитель по галерее Флоренции» (Guida della galeria di Firenze; Флоренция, 1782), «Древние расписные вазы, обычно называемые этрусскими» (Dei vasi antichi dipinti volgaramente chiamati etruschi; Флоренция,1806), в котором он пытался доказать, что искусство этрусков проистекает непосредственно из греческого, и «Заметки о скульптуре древних» (изданные вначале на английском языке, в Риме, в 1785 году, затем на итальянском, также в Риме, в 1789 году, и во Флоренции в 1824 году). В 1806 году издано «Исследование итальянского языка» (Saggio delle lingue d 'Italia).
Главный филологический труд Ланци: «Исследование этрусского языка и других итальянских древностей» (Saggio della lingua etrusca ed altre antiche d’Italia), изданный в трёх томах (Рим, 1789), — сочинение, положившее начало критическим исследованиям культуры древних этрусков.
Ланци утверждал, что язык древних этрусков родственен языку соседних народов: римлян, умбрийцев, осканцев и других. Он был солидарен с Эннио Квирино Висконти в так и не реализованном проекте иллюстрации искусства древности на основе известных литературных памятников.
Заслуги Ланци в области этрусской филологии и археологии по мнению многих учёных сделали его одним из основоположников современной этрускологии.
По мнению В. П. Корссена, изложенному в работе «О языке этрусков» (Ueber die Sprache der Etrusker, 1874—1875), труды аббата Ланци обозначили новую эру этрусских исследований, почти на три десятилетия опередив исследование «Этруски» (Die Etrusker, 1828) К. О. Мюллера.

## Хронология основных публикаций
- 1795—1796: История живописи в Италии от Возрождения до конца XVIII века (Storia pittorica della Italia. Dal risorgimento delle belle arti fin presso al fine del XVIII secolo)
- 1789: Исследование этрусского языка и других итальянских древностей для служения истории народов, языков и изящных искусств (Saggio di lingua etrusca e di altre antiche d’Italia per servire alla storia de’ popoli, delle lingue e delle belle arti)
- 1799: Исследование тосканской урны и обоснование изучения этрусского языка (Dissertazione sopra una urnetta toscanica e difesa del Saggio di lingua etrusca)
- 1799: Воспоминания на службе литературной и гражданской истории (Memorie per servire alla storia letteraria e civile)
- 1801: Серия картин, скопированных с тринадцати старинных ваз, обычно называемых этрусскими, с иллюстрациями на итальянском и французском языках (Serie di pitture copiate da tredici vasi antichi detti volgarmente etruschi, esposte con illustrazioni in italiano e francese)
- 1806: Древние вазы, обычно называемые этрусскими (De' vasi antichi dipinti volgarmente chiamati etruschi)
- 1808: Произведение Гесиода «Труды и дни» (Hesiodi Ascraei opera et dies)
- 1809: История живописи в Италии от Возрождения до конца XVIII века (Storia pittorica della Italia. Dal risorgimento delle belle arti fin presso al fine del XVIII secolo, I—VI)